# Filip Vecheta
Filip Vecheta (* 15. února 2003 Znojmo) je český profesionální fotbalista, který hraje na pozici útočníka za český klub MFK Karviná a za český národní tým do 21 let.
V roce 2022 vyhrál se Slováckem český pohár.

## Klubová kariéra

### 1. FC Slovácko
Vecheta je odchovancem Znojma. V roce 2017 se přesunul do akademie Slovácka. Během svých mládežnických let absolvoval stáže v Juventusu Turín, Bayernu Mnichov, Valencii, Salcburku a Fulhamu.
Svůj debut v A-týmu si mládežnický reprezentant odbyl 25. května 2019, kdy nastoupil do závěru ligového utkání proti Karviné.
Na svůj další zápas v dresu Slovácka si Vecheta musel počkat až do 1. srpna 2021, kdy odehrál utkání proti Českým Budějovicím. Pod trenérem Martinem Svědíkem začal pravidelně nastupovat v podzimní části sezony 2021/22 jako střídající hráč. Svůj první gól v profesionální kariéře Vecheta vstřelil 12. září, kdy skóroval při prohře 1:2 s pražskou Slavií. 15. května 2022 se střelecky prosadil při výhře 3:0 nad Hradcem Králové a pomohl Slovácku ke konečné čtvrté příčce v lize. O tři dny později nastoupil do finále českého poháru proti pražské Spartě a po výhře 3:1 se radoval ze zisku své první kariérní trofeje.
Dne 4. srpna 2022 si odbyl svůj debut v pohárové Evropě, kdy nastoupil do utkání třetího předkola Evropské ligy proti tureckému Fenerbahçe. Se Slováckem postoupil do základní skupiny Konferenční ligy, kde nastoupil do čtyř utkání. 19. října dvěma brankami a asistencí rozhodl o výhře 6:0 nad Varnsdorfem ve třetím kole českého poháru a o čtyři dny později potvrdil svoji střeleckou formu, když skóroval při ligové výhře 2:1 nad Teplicemi. V sezoně 2022/23 nastoupil do 35 utkání, vstřelil 5 branek a pomohl Slovácku ke konečné páté příčce.
V následující sezoně patřil Vecheta ke stabilním členům základní sestavy A-týmu Slovácka, odehrál 33 utkání, v nichž vstřelil 3 branky.

### MFK Karviná
V srpnu 2024 přestoupil Vecheta ze Slovácka do Karviné. Svůj debut si odbyl 11. srpna v utkání proti Viktorii Plzeň. O týden později se poprvé objevil v základní sestavě trenéra Martina Hyského v zápase proti Bohemians 1905, v 9. minutě skóroval, prohře 1:2 však zabránit nedokázal. 24. srpna gólem a asistencí rozhodl o výhře 3:1 nad Teplicemi. Lehce přes stovku zápasů trvalo útočníkovi Filipu Vechetovi, než vstřelil svůj první ligový hattrick. Jeho premiéru odnesly 16. března ve 26. kole Chance ligy  České Budějovice, na jejichž hřišti fotbalisté Karviné zvítězili 3:2 právě díky třem zásahům Vechety. 19. dubna se v posledním kole základní části soutěže osamostatnil na druhé příčce pořadí střelců, když vstřelil 2 branky na půdě Slovanu Liberec a svými 13 trefami tak MFK Karviná výrazně pomohl k dosažení historicky nejlepšího 8. místa v rámci 1. české fotbalové ligy.

## Reprezentační kariéra
Vecheta od roku 2017 nastupuje za české mládežnické reprezentace.